# 인생을 걸고
《인생을 걸고》는 대한민국의 KBS에 1995년 9월 5일부터 1996년 2월 13일까지 방송된 교양 프로그램이다.

## 기획 의도
각 분야에서 업적을 이룬 사람들의 진솔한 삶의 이야기를 통해 역경을 딛고 성공하기까지의 희노애락을 적나라하게 표출함으로 최선을 다하는 인간 본연의 덕목을 알아보고 극복하는 지혜와 진정한 삶의 가치를 함께 생각하는 미니 드라마 형식의 토크쇼 프로그램이다.

## 방송 시간
- KBS 1TV - 1995년 9월 5일 ~ 1996년 2월 13일 : 매주 화요일 밤 11시 50분 ~ 12시 45분

## 에피소드 목록
- 1995/09/05 영원한 소리꾼, 박동진
- 1995/09/12 생약연구 60년, 홍문화 박사
- 1995/09/19 사극 접념 25년, 극작자 신봉승
- 1995/09/26 우리춤 찾기 45년, 문일지
- 1995/10/03 무속연구 35년, 서정범 교수
- 1995/10/17 고바우 영감, 김성환 화백
- 1995/10/24 바다 사나이, 김재철
- 1995/10/31 나병 치료 55년, 유준 박사
- 1995/11/07 패션디자인 교육 60년, 최경자
- 1995/11/21 노래 인생 55년, 가수 현인
- 1995/11/28 출판 외길 50년, 정진숙
- 1995/12/05 산 사나이, 김영도
- 1995/12/12 마음의 의사, 이부영 박사
- 1995/12/19 걸인 나라의 행복한 신부, 오웅진
- 1996/01/09 공자를 배우며 가르치며 사랑하며, 60년 최근덕 성균관장
- 1996/01/16 무공해 인생 80년 - 원경선
- 1996/01/23 세계 무대에 펄친 광대의 꿈 - 연출가 김정옥
- 1996/01/30 음악 세계를 감동시킨 정씨 가족 - 정명훈, 정경화, 정명화
- 1996/02/06 컴퓨터 유통업의 혁명 - 한상수
- 1996/02/13 영상의 마술사 - 임권택 영화 감독

## 같이 보기
- 이것이 인생이다 (1995 ~ 2005년)